# Хју Киз Берн
Хју Киз Берн (енгл. Hugh Keays-Byrne; Сринагар, 18. мај 1947 — Госфорд, 2. децембар 2020) био је аустралијско−енглески глумац. 

## Биографија
Рођен је 18. маја 1947. године у граду Сринагар, у Британској Индији. У раном детињству се са породицом преселио у Енглеску. По завршетку средње школе, почео је да наступа на позоришној сцени. Од 1968. до 1972. учествовао је у продукцијама Краљевске шекспировске групе: „Како вам се свиђа”, „Доктор Фауст”, „Хамлет”, „Краљ Лир”, „Много галаме ниокочега” и многим другима.
Године 1973. играо је у продукцији Питера Брука „Сан летње ноћи“ и на крају позоришне турнеје боравио у Аустралији, где је и започео своју филмску каријеру.
Глумио је главног негативца званог Прстосек у филму Побеснели Макс редитеља Џорџа Милера из 1979. године, а 36 година касније, 2015. године, појавио се у наставку Побеснели Макс: Ауто-пут беса, поново у улози негативца као Имортан Џо. Ове две улоге су му донеле славу и популарност.
Његова супруга се звала Кристина. Хобији су му били сликање, писање поезије и баштованство. Преминуо је 2. децембра 2020. у 73. години.